# الملعب البلدي (طرطوس)
الملعب البلدي بطرطوس هو ملعب سوري يقع في محافظة طرطوس ويستخدم لمباريات كرة القدم .
ويعد الملعب الأرضية السابقة لنادي الساحل الذي يلعب بالدرجة الممتازة .